# Simon Sluga
Simon Sluga (n. 17 martie 1993) este un fotbalist profesionist croat care joacă pentru HNK Rijeka din Prima Ligă a Croației. A jucat pentru Croația la tineret la categoriile de vârstă sub 17 ani, sub 19 ani, sub 20 de ani, și sub 21 de ani, fiind ultima oară convocat la naționala mare pentru meciurile cu Azerbaijan și Ungaria.

## Cariera
În primele două sezoane ale carierei sale de fotbalist profesionist, HNK Rijeka l-a împrumutat pe Sluga la Juventus Primavera și Verona Primavera. În timpul sezonului 2013-2014 a fost împrumutat la NK Pomorac în Croația, Druga HNL, unde a jucat 31 de meciuri și a reușit 17 meciuri fără gol primit. El și-a petrecut returul din 2014 de Prva HNL la NK Lokomotiva, unde a jucat de în 26 de meciuri din campionat. S-a întors la Rijeka după încheierea împrumutului și a debutat oficial pentru această echipă la 19 iulie 2015 împotriva lui Slaven Belupo. În august 2015, a fost împrumutat la Spezia Calcio în Seria B din Italia. A jucat la toate naționalele de tineret ale Croației începând cu naționala U-17 din 2009, având prezențe și la naționalele de tineret sub 18, 19, 20 și 21 de ani. A fost convocat pentru prima dată la națională în 2019, pentru meciul din calificările la Euro 2020 cu Țara Galilor și pentru amicalul cu Tunisia.

## Statistici pe echipe
| Sezon                            | Club          | Campioant     | Campioant | Campioant | Cupă    | Cupă   | Continental | Continental | Total   | Total  |
| Sezon                            | Club          | Divizie       | Meciuri   | Goluri    | Meciuri | Goluri | Meciuri     | Goluri      | Meciuri | Goluri |
| -------------------------------- | ------------- | ------------- | --------- | --------- | ------- | ------ | ----------- | ----------- | ------- | ------ |
| 2013-2014                        | Pomorac       | Druga HNL     | 31        | 0         | -       | -      | -           | -           | 31      | 0      |
| 2014-2015                        | Lokomotiva    | Prva HNL      | 26        | 0         | 2       | 0      | -           | -           | 28      | 0      |
| 2015-2016                        | Rijeka        | Prva HNL      | 2         | 0         | -       | -      | 1           | 0           | 3       | 0      |
| 2016-2017                        | Rijeka        | Prva HNL      | -         | -         | 2       | 0      | -           | -           | 2       | 0      |
| 2017-2018                        | Rijeka        | Prva HNL      | 27        | 0         | 3       | 0      | 9           | 0           | 39      | 0      |
| 2018-2019                        | Rijeka        | Prva HNL      | 35        | 0         | 2       | 0      | 3           | 0           | 40      | 0      |
| Total Rijeka                     | Total Rijeka  | Total Rijeka  | 64        | 0         | 7       | 0      | 13          | 0           | 84      | 0      |
| Total carieră                    | Total carieră | Total carieră | 121       | 0         | 9       | 0      | 13          | 0           | 143     | 0      |
| Ultima actualizare: 18 mai 2019. |               |               |           |           |         |        |             |             |         |        |

## Titluri
HNK Rijeka
- Campionatul Croației: 2016-2017
- Cupa Croației: 2016-2017